# Marina Bru i Purón
Marina Bru i Purón (Lleó, 1928) és una periodista d'origen lleonès.
El 1954 va començar estudis de periodisme a Madrid i començà a treballar fent crítica cinematogràfica a Informaciones. El 1961 es va casar i va venir a viure a Barcelona.
Ha estat directora de les revistes Materiales i Noche y Día. Vinculada al PSC-PSOE, ha estat cap de premsa de l'Ajuntament de Sant Boi de Llobregat i directora de Ràdio Sant Boi (1989-1991), tinent d'alcalde de relacions institucionals i cooperació (1991-1995), i vicepresidenta del Consell Assessor de RTVE a Catalunya.
Ha col·laborat al Diari de Barcelona i a l'Associació de Dones Periodistes de Catalunya. És presidenta de l'Associació per a les Nacions Unides i vicepresidenta del Consell Català del Moviment Europeu, ha contribuït sostingudament a l'extensió de les llibertats i a la consolidació del progrés col·lectiu. L'any 2002 l'Associació de Dones Periodistes de Catalunya li va atorgar el Premi Rosa del Desert per la seva trajectòria professional. El 2003 va rebre la Creu de Sant Jordi i el 2007 va guanyar el Premi Especial Ciutat de Sant Boi.